# Guardatinajas
Guardatinajas es una población y parroquia perteneciente al Francisco de Miranda, en el estado Guárico, Venezuela. Está situada en los Llanos Altos Centrales, al margen del Río Tiznados, y se conecta con la ciudad de Calabozo a través de la carretera Troncal 2, con una distancia de 35 kilómetros entre ambas localidades. Esta ubicación estratégica permite a Guardatinajas mantener una relación cercana con la capital municipal, facilitando el acceso a servicios y recursos de mayor envergadura.
Para el año 2024, Guardatinajas contaba con una población de 5.266 habitantes. A pesar de su pequeño tamaño, la localidad desempeña un papel relevante dentro del municipio debido a su cercanía con el río y su integración en la red vial de la región, lo que favorece su conexión con otras zonas importantes de los llanos venezolanos.

## Historia
La historia de Guardatinajas se remonta a 1769, cuando los indígenas guaiquires que residían en la Santísima Trinidad fueron trasladados, con autorización del gobernador, a un sitio cercano al río Tiznados, a seis leguas de distancia. Junto con otros indígenas que habían sido recogidos en las orillas del río Guárico, se estableció la Misión de Santa Bárbara de Guardatinajas, que fue también habitada por algunas familias españolas. La misión fue fundada por el padre Fray Andrés de Granada, quien estuvo a cargo de las labores misionales en la región.
Para 1770, la misión contaba con una iglesia construida con tejas, la cual estaba bien ornamentada y era lo suficientemente grande para la comunidad. Aunque la población no creció significativamente en el primer año, el pueblo indígena fue posteriormente entregado a las autoridades civiles y se convirtió en Curato de Doctrina. Este hecho marcó el inicio del desarrollo del asentamiento que, con el tiempo, se consolidaría como parte importante del municipio Francisco de Miranda en el estado Guárico.

## Casco histórico
El casco histórico de Guardatinajas es el núcleo fundacional del pueblo y destaca por su arquitectura colonial, con algunas construcciones que datan de los siglos XIX y XX. Entre las edificaciones más importantes se encuentran la iglesia de Santa Bárbara, la sede de la biblioteca pública y la casa de Nicolás Llovera, símbolos del patrimonio cultural de la localidad.
Además de su valor histórico, este espacio también es un punto central para la vida diaria del pueblo, albergando los principales comercios, paradas de transporte y siendo utilizado como manga de coleo, lo que lo convierte en un área clave para la actividad social y económica de Guardatinajas.

## Iglesia de Santa Bárbara
La Iglesia de Santa Bárbara (Guardatinajas) fue construida en 1904 bajo la dirección de Antonio Forte D'Erario en honor a Santa Bárbara. De diseño rectangular, la iglesia cuenta con tres naves separadas por robustas columnas cuadradas, con medias columnas de estilo toscano adosadas a las principales. La entrada principal está orientada hacia el oeste, y una entrada adicional se encuentra en la sacristía. El altar mayor y la nave central están divididos por un arco toral, mientras que las naves laterales culminan en altares menores. Además, la torre cuadrangular de la iglesia consta de dos cuerpos y tiene una cubierta tradicional a dos aguas.
En el interior de la iglesia se exhiben valiosas imágenes religiosas de gran significado para la comunidad, entre las que destacan la Virgen del Carmen, la Virgen de Lourdes, el Nazareno, el Santísimo Corazón de Jesús, San José con el Niño y San Antonio de Padua. Estas figuras, hechas de yeso, forman parte del patrimonio religioso y cultural de Guardatinajas.

## Plaza Bolívar
Plaza Bolívar de Guardatinajas en el estado Guárico. En esta población se instaló el 31 de marzo de 1818, el Cuartel General Patriota. Este espacio público, el más importante de este centro poblado, tiene forma cuadrangular, caminos de cemento y granito, bancos metálicos con respaldo, modernos postes para su iluminación y una cerca perimetral de concreto y hierro, con pilastras de concreto rematadas con esferas del mismo material. Dentro de su estructura se halla un área con densa vegetación, concurrida por los locales.

## Biblioteca pública Pedro Oropeza Volcán
Esta casa de estilo colonial posee dos puertas de acceso ubicadas en la esquina, una que conduce a la calle Bolívar y la otra a la calle Carabobo. En su fachada se observan dos ventanas que corresponden a dos salas, con dos puertas que dan hacia el patio central con jardín bordeado por corredores en forma de L y columnas circulares.: 55 
Construida a base de muros de tapia, con techos en estructura de madera y teja criolla, algunos de sus componentes originales de construcción fueron reemplazados por nuevos materiales a partir de algunas intervenciones, tales como la sustitución de la caña amarga de los techos por concreto y el cambio de los revestimientos de los pisos por terracota.
En 1994 se inició el proceso de restauración de esta edificación para que fungiese como sede de esta biblioteca pública, fruto del esfuerzo de la comunidad interesada en el progreso cultural de la zona, inaugurada finalmente el 21 de abril de 2004.

## Curiosidades
- El número uno de la televisión, Renny Ottolina, hizo un programa dedicado a los Llanos Venezolanos en esta población.
- Entre las personalidades importantes nacidas en Guardatinajas tenemos a:

- Damaso Figueredo
- Los Hermanos Garrido
- Santiago Rojas 
- Pedro Oropeza Volcán
- Los Joroperitos De Guardatinajas, son dignos representantes del Folclore de esta población Llanera